# Sinningia barbata
Sinningia barbata é uma espécie de planta do gênero Sinningia e da família Gesneriaceae. 

## Taxonomia
A espécie foi descrita em 1887 por George Nicholson. 
Os seguintes sinônimos já foram catalogados:  
- Gesneria barbata  Nees & Mart.
- Sinningia carolinae  (Wawra)
- Tapeinotes carolinae  Wawra
- Tapeinotes carolinae major  Rodigas
- Tapina carolinae  (Wawra) Pasq.
- Ligeria barbata  (Nees & Mart) Hanst.
- Rechsteineria barbata  (Nees & Mart.) Kuntze
- Tapeinotes barbata  (Nees. & Mart.) DC.
- Tapina barbata  (Nees & Mart.) Mart.

## Forma de vida
É uma espécie rupícola e herbácea. 

## Descrição
Planta 30-70 centímetros de altura, base perene de forma irregular, corola branca, amarelada ou esverdeada com tubo ventricoso e 
formando um ângulo de 90° na parte distal e com uma constrição abaixo dos lobos.
 
| Caule                               | Caule                    |
| ----------------------------------- | ------------------------ |
| caule aéreo                         | perene na base somente   |
| tubérculo                           | presente/ausente         |
| Folha                               |                          |
| filotaxia                           | oposta                   |
| simetria da lâmina                  | simétrica                |
| formato da lâmina                   | elíptica/obovada         |
| ápice da lâmina                     | acuminado/agudo          |
| base da lâmina                      | aguda/atenuada           |
| margem da lâmina                    | serreada                 |
| indumento da face abaxial da lâmina | glabrescente/pubérulo    |
| Inflorescência                      |                          |
| organização                         | simples                  |
| posição                             | axila de folha           |
| Flor                                |                          |
| lacínia do cálice formato           | lanceolada/rômbica       |
| lacínia do cálice indumento         | glabra                   |
| formato da corola                   | campanulada - ventricosa |
| cor do tubo da corola               | amarelo/branco           |
| lobo da corola                      | subiguais                |
| Fruto                               |                          |
| consistência                        | semi carnosa             |

## Conservação
A espécie faz parte da Lista Vermelha das espécies ameaçadas do estado do Espírito Santo, no sudeste do Brasil. A lista foi publicada em 13 de junho de 2005 por intermédio do decreto estadual nº 1.499-R. 

## Distribuição
A espécie é encontrada nos estados brasileiros de Alagoas, Bahia, Espírito Santo, Minas Gerais e Pernambuco. 
A espécie é encontrada no domínio fitogeográfico de Mata Atlântica, em regiões com vegetação de floresta estacional semidecidual e floresta ombrófila pluvial.